# Grustán
Grustán localidad de Graus, comarca de Ribagorza, provincia de Huesca, comunidad de Aragón. España.

## Geografía
Situado a 5 km de Graus. Pasa por él el  sendero GR-1, denominado también sendero histórico. Está situado en una planicie con buenas vistas del valle de Ésera y valle del Isábena.

## Toponimia
Es un topónimo confuso. En 1069 aparece en documentos como Girostan; luego aparece como Grostan o Grostano. 

## Historia
Fue una tenencia importante debido a su situación privilegiada, siendo probablemente fortificado en el 1063, poco antes del primer asedio a Graus participando en la conquista de Monzón en 1089. Llego a contar con varias aldeas, hasta cuatro, bajo su dominio, Casals aparece mencionada en el 1495, Casasnuevas que contaba con dos fuegos, Puycremat y Aldea Mora, también conocida como Brualla.
Muchas casas fueron abandonadas en la década de 1960 debido a la emigración.

## Patrimonio

### Patrimonio religioso
- Iglesia de Santa María, construido a inicios del siglo XIII, consta de una sola planta cubierta con bóveda de cañón, con dos capillas laterales y con un ábside semicircular cubierto con bóveda de cuarto de esfera. En los pies se encuentra un sotocoro con una detallada decoración mural del siglo XVIII de tradición popular. A finales del XVI se integró en el monasterio de San Victorián.[4]
- Ermita de San Miguel, también conocida como la ermita de los templarios, ubicado en un paraje denominado como La Ubaga de Grustán.[5]Es una construiccion de una sola nave con presbiterio y ábside semicircular, siendo construida a finales del siglo XII y que algunos autores sugieren que podría haber sido la iglesia parroquial de un poblado dependiente de Grustán, Casals, que quedó despoblado durante plaga de peste en Aragón durante el siglo XVII.[2]

## Rutas
Las siguientes rutas de senderismo pasan por la localidad:
- GR-1